# 日米デジタル貿易協定
デジタル貿易に関する日本国とアメリカ合衆国との間の協定（デジタルぼうえきにかんするにほんこくとあめりかがっしゅうこくとのあいだのきょうてい、（英語: Agreement between Japan and the United States of America　concerning Digital Trade）とは、 日本とアメリカ合衆国間のデジタル貿易についての協定。日米貿易交渉において、物品貿易に加えて、デジタル貿易についても交渉され、最終的に物品の貿易については日米貿易協定が、デジタル貿易については、別の協定として日米デジタル貿易協定が締結された。両協定とも両国の国内手続が完了した旨の通報が完了し、2020年1月1日付の発効について両国が合意したため、2020年1月1日に発効した。
日本法においては、国会承認を経た「条約」であり、 日本国政府による日本語の正式な題名・法令番号は「デジタル貿易に関する日本国とアメリカ合衆国との間の協定（令和元年条約第11号）」である。

## 国内手続

### 日本
日本においては、関税の引下げ・撤廃をもたらす協定は、国会承認条約の扱いとなるため、締結のための承認案件が2019年10月15日の閣議決定を経て、10月15日に衆議院に提出
された。国内法の改正は必要としない。

### 米国
米国においては、日米デジタル貿易協定は、議会承認を要しないものとして扱われる見込みと報道された。2019年9月16日、トランプ大統領は、議会に対し、2015年TAA法第103条(a)(2)に基づき関税に関する協定を日本と締結する意図を通知し、この通知において併せて、" I also will be entering into an Executive Agreement with Japan regarding digital trade."「私は、日本との間でデジタル貿易に関する行政協定を締結する」としており、議会による承認を要しない行政協定とである旨を明言している。

## 発効
日米貿易協定は、協定第9条の規定により「両締約国がそれぞれの関係する国内法上の手続を完了した旨を書面により相互に通告した日の後三十日で、又は両締約国が決定する他の日に効力を生ずる。」となっている。
前述のように米国側は、議会承認を要しない行政協定のためえ行政府の手続のみで国内手続が完了する。日本の国会での承認を受け、2019年12月10日米国のワシントンD.C. において、日本国とアメリカ合衆国との間の貿易協定及びデジタル貿易に関する日本国とアメリカ合衆国との間の協定の定める手続に従い，書面により相互に通告を行い、かつ、両協定の発効日を2020年1月1日とすることが日米両国で決定された。両協定は、2020年1月1日に効力を生ずることが法的に確定した。

## 協定の主要内容

### 市場アクセス交渉の概要
2019年9月25日に発表された概略では、日米デジタル貿易協定には、具体的には以下の内容が規定されている。

### 協定条文
協定は、前文及び本文（22条）から構成されている。通常、条約の趣旨や理念、目的等を掲げる。締約国の権利や義務を規定したものではないが条約の一部であり解釈の指針となる、TPP協定では19項目、CPTPP協定では7項目から前文が構成されている。日米デジタル貿易協定の前文はこれらの協定とは異なり、単に「日本国及びアメリカ合衆国（以下「両締約国」という。）は、次のとおり協定した。」とするのみであり、理念、目的等は一切規定していない。